# Askanien
Askanien är en tysk fursteätt vilken under mer än sjuhundra år regerade över olika delar av Tyskland. 
Ätten var ursprungligen grevlig och regerade i Anhalt, uppkallad efter borgen Anhalt vid staden Aschersleben. 
Den förste i ätten som fick historisk betydelse var Albrekt Björnen (död 1170). År 1134 förlänades han med Altmark och utbredde sitt välde öster om floden Elbe. Han blev därmed grundläggare av markgrevskapet Brandenburg. 
Den brandenburgska grenen av huset Askanien splittrades under 1200-talet i den äldre johannitiska linjen Brandenburg-Stendal (utslocknad 1320) och den yngre ottoniska linjen Brandenburg-Salzwedel (utslocknad 1317). 
Efter den siste askaniske markgreven Henrik II av Brandenburgs död 1320 övergick markgrevetiteln till huset Wittelsbach.
Ätten har flera gånger splittrats mellan olika linjer. De historiskt mest betydelsefulla är linjen Anhalt-Zerbst, som utslocknade 1793 och till vilken kejsarinnan Katarina II av Ryssland hörde, samt linjen Dessau. Till den senare hörde den kände generalen i preussisk tjänst, furst Leopold I av Anhalt-Dessau (kallad der alte Dessauer). En annan gren är hertigarna av Sachsen-Lauenburg.
1866 stod Anhalt på Preussens sida i kriget mot Österrike och ingick samma år i Nordtyska förbundet. Vid tyska revolutionen 1918 var den 17-årige Joachim Ernst av Anhalt hertig; å hans vägnar abdikerade förmyndaren, prinsregenten Aribert. Huset Anhalt fortlever ännu.

## Kända medlemmar av släkten
- Albrekt Björnen, markgreve av Brandenburg.
- Albrekt I av Sachsen, hertig av Sachsen.
- Katarina av Sachsen-Lauenburg, drottninggemål av Sverige, gift 1531 med kung Gustav Vasa, född furstinna av Sachsen-Lauenburg.
- Katarina II "den stora" av Ryssland, kejsarinna av Ryssland.